# Timothée Kolodziejczak
Timothée Kolodziejczak (ur. 1 października 1991 w Arras) – francuski piłkarz pochodzenia polskiego i martynikańskiego występujący na pozycji lewego lub środkowego obrońcy w niemieckim klubie FC Schalke 04.

## Życie prywatne
Kolodziejczak urodził się we francuskim mieście Arras. Jego ojciec jest Polakiem, natomiast matka Martynikanką.

## Kariera klubowa
| Sezon   | Klub                | Kraj      | Rozgrywki        | Mecze | Bramki | Rozgrywki Europy                    | Mecze | Bramki |
| ------- | ------------------- | --------- | ---------------- | ----- | ------ | ----------------------------------- | ----- | ------ |
| 2008/09 | Olympique Lyon      | Francja   | Ligue 1          | 1     | 0      | Liga Mistrzów UEFA                  | 0     | 0      |
| 2009/10 | Olympique Lyon      | Francja   | Ligue 1          | 2     | 0      | Liga Mistrzów UEFA                  | 1     | 0      |
| 2010/11 | Olympique Lyon      | Francja   | Ligue 1          | 8     | 0      | Liga Mistrzów UEFA                  | 1     | 0      |
| 2011/12 | Olympique Lyon      | Francja   | Ligue 1          | 1     | 0      | Liga Mistrzów UEFA                  | 0     | 0      |
| 2012/13 | OGC Nice            | Francja   | Ligue 1          | 37    | 0      | –                                   | –     | –      |
| 2013/14 | OGC Nice            | Francja   | Ligue 1          | 34    | 2      | Liga Europy UEFA                    | 0     | 0      |
| 2014/15 | Sevilla FC          | Hiszpania | Primera División | 18    | 1      | Liga Europy UEFA                    | 6     | 0      |
| 2015/16 | Sevilla FC          | Hiszpania | Primera División | 29    | 0      | Liga Mistrzów UEFA Liga Europy UEFA | 6 7   | 0 1    |
| 2016/17 | Sevilla FC          | Hiszpania | Primera División | 5     | 0      | Liga Mistrzów UEFA                  | 1     | 0      |
| 2016/17 | Borussia M'gladbach | Niemcy    | Bundesliga       | 1     | 0      | Liga Europy UEFA                    | 1     | 0      |

Stan na: 3 lipca 2017 r.

## Kariera reprezentacyjna
Ma za sobą występy w młodzieżowych reprezentacjach Francji, brał między innymi udział w Mistrzostwach Europy U-17 2008. Młodzieżowy mistrz Europy z Mistrzostw Europy U-19 2010.